# Ada à ailes blanches
Espèce
Statut de conservation UICN

 LC  : Préoccupation mineure
L'Ada à ailes blanches (Knipolegus aterrimus) est une espèce de passereaux de la famille des Tyrannidae.

## Répartition et sous-espèces

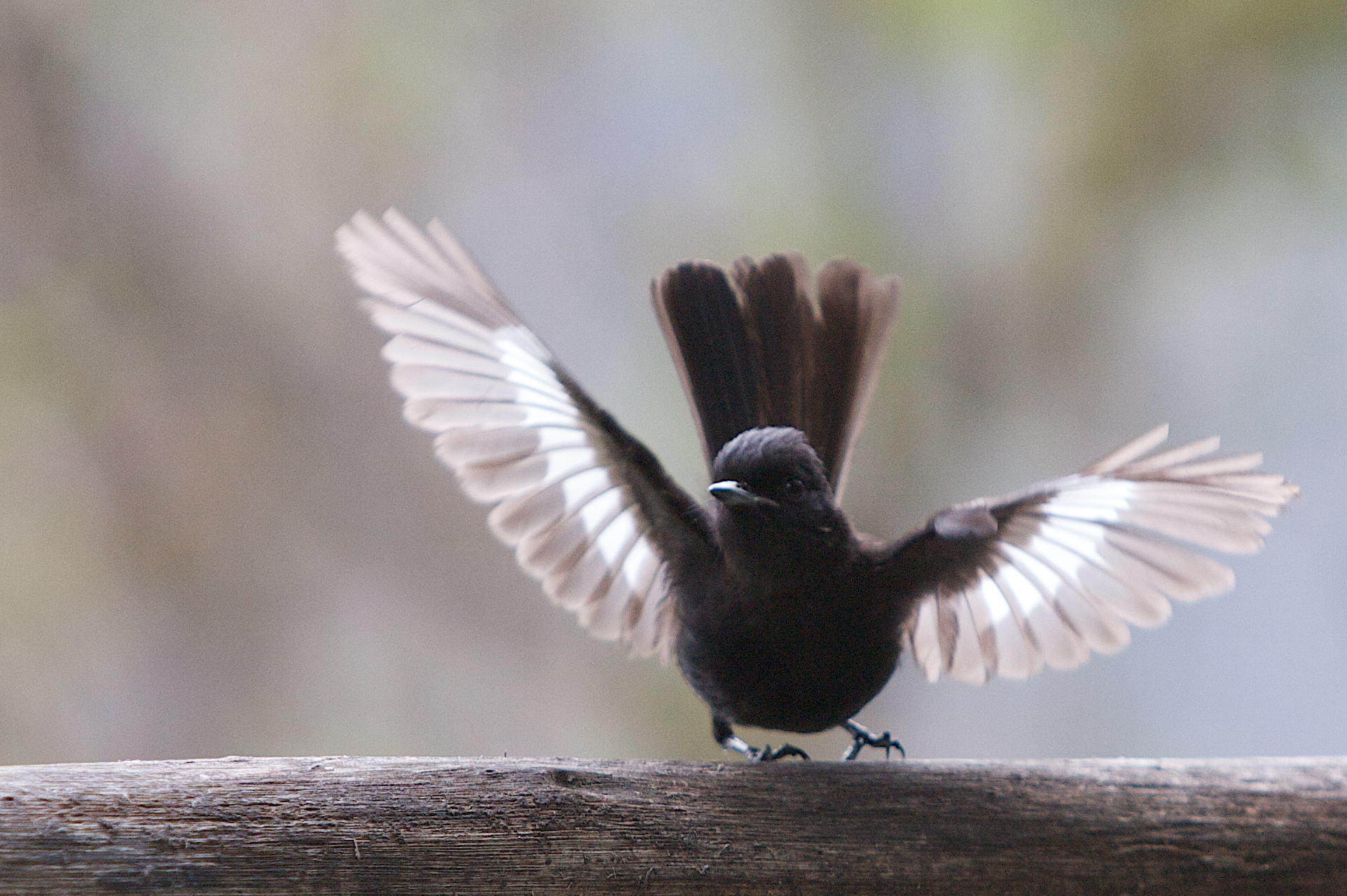
Ailes déployées

Selon la classification de référence du Congrès ornithologique international (14.2, 2025) il se répartit en 3 sous-espèces :
- Knipolegus aterrimus heterogyna Berlepsch, 1907 — vallée du Marañón ;
- Knipolegus aterrimus anthracinus Heine, 1860 — Andes du sud-est du Pérou et ouest de la Bolivie ;
- Knipolegus aterrimus aterrimus Kaup, 1853 — sud de la Bolivie et Argentine ; son aire d'hivernage s'étend jusqu'à l'ouest du Paraguay et la province d'Entre Ríos.

## Habitat
Ses habitats naturels sont les zones de broussailles des montagnes humides tropicales ou subtropicales et des forêts anciennes fortement dégradées.